# Pararge fuscelegantia
Pararge fuscelegantia är en fjärilsart som beskrevs av Ruggero Verity 1953. Pararge fuscelegantia ingår i släktet Pararge och familjen praktfjärilar. Inga underarter finns listade i Catalogue of Life.